# Bisbat de Nezahualcóyotl

Escut de la diòcesi

El bisbat de Netzahualcóyotl (castellà: Diócesis de Netzahualcóyotl, llatí: Dioecesis Netzahualcoytlensis) és una seu de l'Església Catòlica a Mèxic, sufragània de l'arquebisbat de Tlalnepantla, i que pertany a la regió eclesiàstica Metro-Circundante. L'any 2013 tenia 1.958.000 batejats sobre una població de 2.177.000 habitants. Actualment està regida pel bisbe Héctor Luis Morales Sánchez.

## Territori
La diòcesi comprèn part de l'estat mexicà de Mèxic.
La seu episcopal és la ciutat de Ciutat Nezahualcóyotl, on es troba la catedral de Jesús Senyor de la Divina Misericòrdia.
El territori s'estén sobre 2.410  km²,i està dividit en 83 parròquies.

## Història
La diòcesi va ser erigida el 5 de febrer de 1979, mitjançant la butlla Plane Nobis del Papa Joan Pau II, prenent el territori del bisbat de Texcoco.
El 8 de juliol de 2003 cedí una porció del seu territori per tal que s'erigís el bisbat de Valle de Chalco.

## Cronologia episcopal
- José Melgoza Osorio † (5 de febrer de 1979 - 15 de març de 1989 jubilat)
- José María Hernández González † (18 de novembre de 1989 - 8 de juliol de 2003 jubilat)
- Carlos Garfias Merlos (8 de juliol de 2003 - 7 de juny de 2010 nomenat arquebisbe d'Acapulco)
- Héctor Luis Morales Sánchez, des del 7 de gener de 2011

## Estadístiques
A finals del 2013, la diòcesi tenia .630.000 batejats sobre una població de 4.077.000 persones, equivalent al 89,0% del total.
| any  | població  | població   | població | sacerdots | sacerdots       | sacerdots       | sacerdots             | diaques | religiosos | religiosos | parròquies |
| ---- | --------- | ---------- | -------- | --------- | --------------- | --------------- | --------------------- | ------- | ---------- | ---------- | ---------- |
| any  | batejats  | total      | %        | total     | clergat secular | clergat regular | batejats por sacerdot | diaques | homes      | dones      |            |
| 1980 | 2.490.000 | 2.500.000  | 99,6     | 105       | 72              | 33              | 23.714                |         | 65         | 30         | 44         |
| 1990 | 3.233.000 | 3.585.000  | 90,2     | 112       | 91              | 21              | 28.866                |         | 41         | 100        | 82         |
| 1999 | 9.214.223 | 9.222.223  | 99,9     | 193       | 149             | 44              | 47.742                |         | 89         | 145        | 125        |
| 2000 | 8.819.063 | 9.283.224  | 95,0     | 194       | 152             | 42              | 45.459                |         | 50         | 139        | 125        |
| 2001 | 8.995.699 | 9.995.220  | 90,0     | 196       | 158             | 38              | 45.896                |         | 48         | 150        | 128        |
| 2002 | 8.891.872 | 10.104.400 | 88,0     | 233       | 192             | 41              | 38.162                |         | 56         | 167        | 131        |
| 2003 | 5.963.000 | 6.700.000  | 89,0     | 147       | 137             | 10              | 40.564                |         | 10         | 100        | 85         |
| 2004 | 5.364.880 | 5.647.243  | 95,0     | 126       | 99              | 27              | 42.578                |         | 33         | 60         | 83         |
| 2013 | 3.630.000 | 4.077.000  | 89,0     | 139       | 112             | 27              | 26.115                |         | 51         | 98         | 83         |